# Perama (genre)
Pour les articles homonymes, voir Perama (homonymie).
Genre
Classification phylogénétique
Synonymes
- Buchia Kunth
- Mattuschkaea Schreb.
- Mattuschkea Batsch[3]

Perama est un genre de plante herbacée néotropical appartenant à la famille des Rubiaceae, dont l'espèce type est Perama hirsuta Aubl., 1775. Ce genre comprend aujourd'hui 14 espèces valides.

## Liste d'espèces
Selon The Plant List (18/11/2021) :
- Perama carajensis J.H.Kirkbr.
- Perama dichotoma Poepp.
- Perama galioides (Kunth) Poir.
- Perama harleyi J.H.Kirkbr. & Steyerm.
- Perama hirsuta Aubl.
- Perama holosericea (Naudin) Wurdack & Steyerm.
- Perama humilis Benth.
- Perama irwiniana J.H.Kirkbr. & Steyerm.
- Perama mexiae Standl. ex Steyerm.
- Perama parviflora (Standl.) J.H.Kirkbr. & Steyerm.
- Perama plantaginea (Kunth) Hook.f.
- Perama schultesii Steyerm.
- Perama sparsiflora Standl. ex Steyerm. & J.H.Kirkbr.
- Perama wurdackii Steyerm.

## Histoire naturelle
En 1775, le botaniste Aublet propose la diagnose suivante : 

« PERAMA. (Tabula 18.) 
CAL. Perianthium quadripartitum ; laciniis ovatis, acutis, villoſis. 
COR. monopetala, tubus longus, receptaculo piſtilli inſertus ; limbus quadrifidus, lobis ſubrotundis. 
STAM. Filamenta quatuor, intrà diviſuras corolæ. Antheræ fubrotundæ, biloculares. 
PIST. Germen ovatum, utrinque ſulcatum. Stylus longus. Stigma acutum. 
PER. . . .
SEM. . . .  »

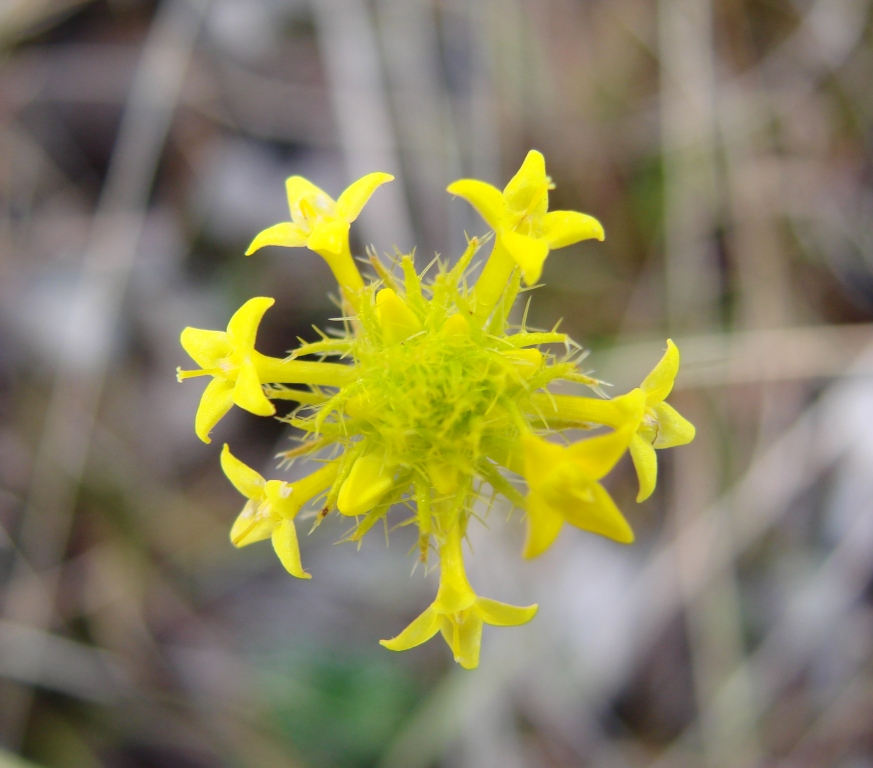
inflorescence de Perama hirsuta à  la Chapada dos Veadeiros (Cavalcante, Goiás Brésil)